# Biopunk

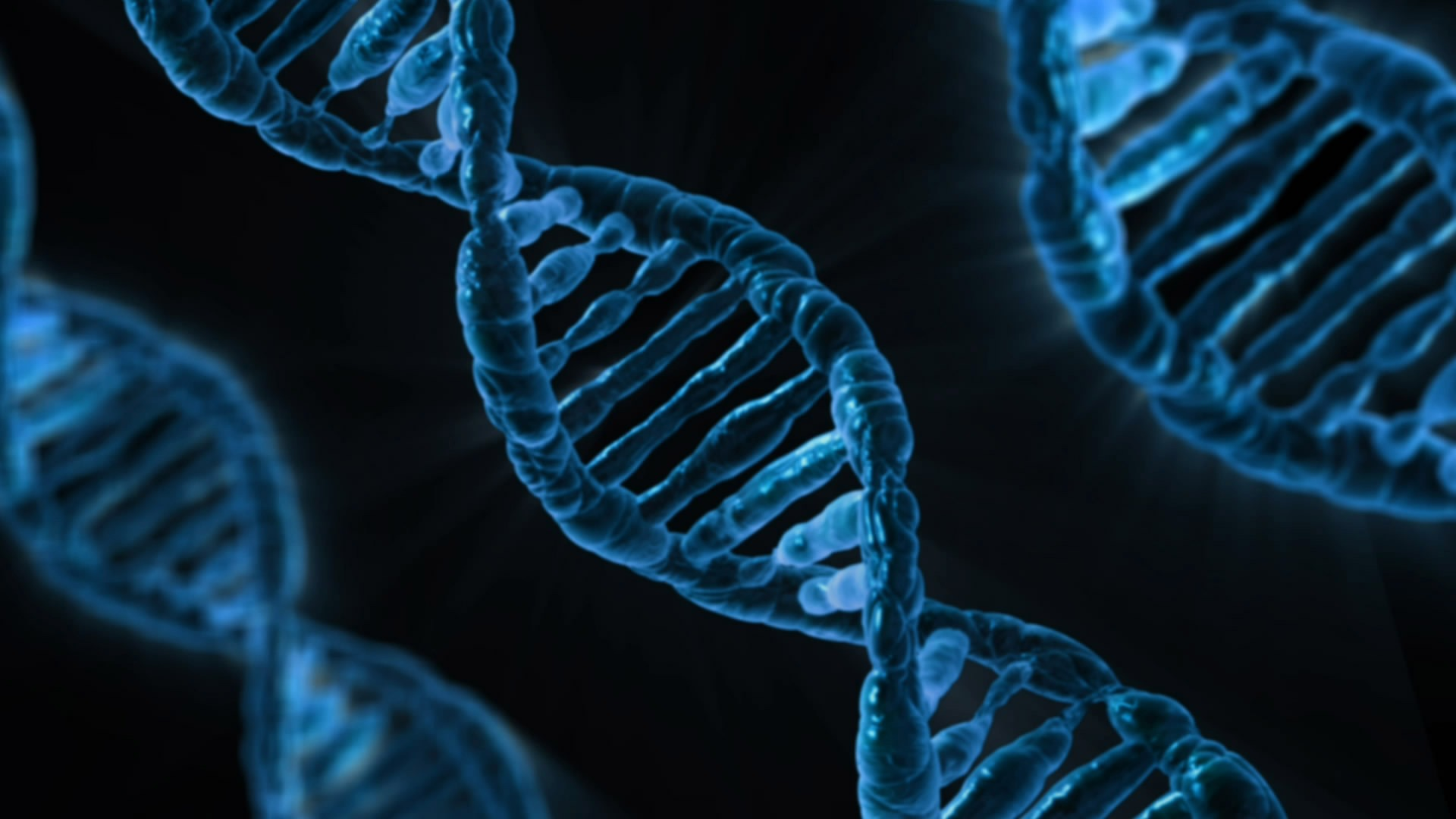
DNA (la base del sottogenere biopunk).

Il biopunk (un portmanteau che combina insieme le parole "biologia" e "punk") è un sottogenere della fantascienza che utilizza elementi della letteratura gialla hard-boiled, dei film noir e degli anime giapponesi in prosa postmoderna. Descrive il lato nichilistico e sotterraneo della società biotecnologica che ha iniziato ad evolversi nel primo decennio del XXI secolo.
Il Biopunk si occupa di biologia sintetica. È derivato dal cyberpunk che coinvolge bio-hacker, megacorporazioni biotecnologiche e agenzie governative oppressive che manipolano il DNA umano. Molto spesso in linea con l'atmosfera oscura del cyberpunk, il biopunk generalmente esamina il lato oscuro dell'ingegneria genetica e rappresenta il lato basso della biotecnologia.

## Descrizione
A differenza del cyberpunk, nonostante la somiglianza tra i due, il biopunk non si concentra sulla tecnologia informatica ma sui risvolti tecnologici della biologia e delle biotecnologie. Questo vuol dire che gli individui non vengono potenziati con mezzi meccanici o elettronici, ma attraverso la manipolazione genetica dei loro stessi cromosomi. Le storie biopunk esplorano le lotte di individui o gruppi, spesso prodotti della sperimentazione umana, in uno sfondo tipicamente distopico di governi totalitari e megacorporazioni che abusano delle biotecnologie come mezzi di controllo sociale e di profitto.
Una caratteristica comune della narrativa biopunk è la "clinica nera", che è un laboratorio, una clinica o un ospedale che esegue procedure di modificazione biologica e di ingegneria genetica illegali, non regolamentate o eticamente dubbie. Molte caratteristiche della narrativa biopunk hanno le loro radici in Neuromante di William Gibson, uno dei primi romanzi cyberpunk.

## Il romanzo Biopunk
Il romanzo biopunk eredita le caratteristiche combinate del cyberpunk e del postcyberpunk. Tecnologia soffocante, guerra aziendale, giungla urbana, mostruosità umanoidi, tutto questo è presente nel futuro biopunk; l'idealismo dei primi hacker, la loro sete libertaria che era diventata un aiuto per la sopravvivenza, però, svanì a favore di un senso di pragmatico compromesso. Proprio come alcuni pirati del software potrebbero vendere i loro servizi al miglior offerente, l'eroe biopunk è talvolta legato, suo malgrado, a giocatori economici ricchi e potenti. Poiché la scienza non ha vocazione umanista, il romanticismo libertario pesa poco contro la necessità di sopravvivere. Questo personaggio tipico è quindi relativamente solitario, marginale e scientificamente dotato, ma il suo lato illegale lo porta generalmente a ignorare l'odore del denaro, e a sopportare il mondo che è suo, senza pensare a renderlo migliore.
Il "movimento" biopunk è rimasto embrionale. Per una corrente il cui atto letterario di nascita risale al 1995, questo rappresenta ancora un lungo periodo di gestazione. Il linguista americano Michael Quinion osserva inoltre che questo nome non ha avuto lo stesso successo di quello del cyberpunk e dubita che riuscirà mai. Il termine rimane relativamente sconosciuto e i suoi rappresentanti sono relativamente pochi

## Ribofunk: The Manifesto
Uno dei principali autori in questo campo è Paul Di Filippo, uno dei primi scrittori cyberpunk (che ha partecipato a Mozart in mirrored glasses, la famosa antologia di Bruce Sterling), ha cercato, a suo modo, di influenzare il romanzo di fantascienza in una direzione più “organica”. Ha scritto un manifesto semiserio, un'unione tra i termini "ribosoma" e "funk". in RIBOFUNK: The Manifesto, dove spiega brevemente perché la fantascienza deve voltare le spalle al suo recente passato robotico per abbracciare il movimento di biologizzazione che sembra prendere il controllo di tutte le sfere tecno-scientifiche. Di Filippo scrive:
Perché Ribo?
La cibernetica era una scienza morta quando è nata la fantascienza cyberpunk, un cul-de-sac senza praticanti viventi. Inoltre, il prefisso "cyber" è stato irrimediabilmente svalutato dall'uso eccessivo, in mezzi che vanno dai fumetti ai film brutti. Il tag ora non rappresenta altro nella mente del pubblico se non l'hacking dei computer e cyborg stravaganti come Robocop. E i testi attuali di Weiner non forniscono metafore abbastanza fruttuose per costruire una visione sistematica del mondo.
Perché Funk?
Il punk era una musica morta quando è nata la fantascienza cyberpunk, un cul-de-sac anche se con praticanti viventi che non avevano ancora ricevuto il messaggio. La visione del mondo nichilista e chiliastica della musica era già culminata nel suo unico fine possibile: l'autoestinzione.
Cos'è Ribofunk allora?

Il Ribofunk è una narrativa speculativa che riconosce, è informata e illustra il principio secondo cui la prossima rivoluzione, l'unica che conta davvero, sarà nel campo della biologia. Per parafrasare Pope, ribofunk sostiene che: "Il giusto studio dell'umanità è la vita". Dimentica la fisica e la chimica; sono solo strumenti per sondare la materia vivente. Computer? Semplicemente simulatori e modellatori per la vita. La cellula è il re!
Attraverso questa gerarchizzazione delle scienze, che non procede da alcun pregiudizio metodologico o ontologico, ma dall'estetica, Di Filippo mette in luce il "livello di realtà" biologico, quello in cui si esprime la forza vitale, creativa della nostra catena, del DNA, contro la fredda meccanica dei computer. Celebra il carnale, l'organico, il cieco imperativo del corpo, la fame, il sesso, contro il calcolo, considerando che «l'intellettualità ci ha portato fin dove poteva. Ribofunk è “post-cyber” in quanto predilige atmosfere calde, sensuali, vitali, contro l'aspetto ghiacciato dell'inerte robotica.
Di Filippo suggerisce che i precursori della narrativa biopunk includono L'isola del dottor Moreau di H. G. Wells; Il re della cultura dei tessuti di Julian Huxley; alcuni dei racconti di David H. Keller, Natural State e altre storie di Damon Knight; Gravy Planet di Frederik Pohl e Cyril M. Kornbluth; romanzi di TJ Bass e John Varley; Blood Music di Greg Bear e Schismatrix di Bruce Sterling. Anche le storie di Cordwainer Smith, incluso il suo primo e più famoso "Scanners Live in Vain", prefigurano temi biopunk.
In Brasile, il movimento biopunk è diventato popolare nel 2020 con il libro O Último Ruivo, scritto da Clayton De La Vie, che ritrae una realtà in cui la società è notevolmente migliorata dal punto di vista medico ed è stata in grado di sradicare quasi il 100% di tutte le malattie nel mondo, a costo di una diffusa pulizia etnica e di un genocidio. Lo scenario caotico è sostituito da un ambiente oppressivo e carico di paura da parte di una popolazione costretta.

## Fairyland
Un altro romanzo considerato il manifesto del biopunk è Fairyland di Paul J. McAuley (1995). Si svolge intorno al 2020, in Europa. Alex Sharkey, l'eroe, è un dirottatore genetico; ha un piccolo laboratorio a casa con un'ultracentrifuga, un liofilizzatore, un bioreattore e una macchina per PCR; produce retrovirus, virus psicoattivi a RNA – allucinogeni di nuova generazione. Contattato dalla mafia locale, gli viene affidato uno strano lavoro: trasformare le "bambole", umanoidi artificiali senza coscienza, perfettamente funzionanti, in esseri fertili, iniettando ormoni sintetici. Nel corso dei suoi successivi datori di lavoro, Alex moltiplicherà gli interventi sulle bambole, al punto da renderle del tutto vive e pensanti. Questi nuovi esseri, incontrollabili dagli umani ma manipolati da un'istanza invisibile (che Alex sta cercando), sono chiamati "fate". Scacciati, trovano rifugio in luoghi esotici, che la loro percezione distorta dagli psicovirus erige in contesti edenici. Il parco Eurodisney, abbandonato dall'uomo, diventa così un'incarnazione temporanea di Fairy.
La storia è piuttosto lunga e la trama si snoda, in modo non uniforme, emozionante, in molte direzioni, coinvolgendo un numero sempre crescente di protagonisti e comunità con relazioni complesse e instabili. L'essenziale è altrove, in questa onnipresenza dell'ingegneria genetica, i suoi risultati più visibilmente riusciti e le sue conseguenze più morbose. L'incessante rilascio in natura di nuovi organismi dal genotipo falsificato indebolisce tutti gli equilibri, e minaccia ogni essere umano di un contagio virale più o meno letale e più o meno psicoattivo. La "Crociata" riunisce così uomini e donne contagiati da un "memogen" religioso, spingendoli tutti a mettersi in viaggio alla ricerca di Fairy. In questo mondo disordinato e caotico, dove la pirateria genetica diffusa dà vita a un universo raramente rassicurante, Alex il biohacker traccia la sua strada, inseguendo la donna che lo ha stregato, e cercando un ambiente salubre tra umani alla deriva e fate irresponsabili. Armato solo delle sue capacità geniali della biotecnologia e di una buona rete di compagni eccentrici, cerca di resistere e incarnare l'outsider venuto per contrastare i piani di tutti.
Fairyland sta al biopunk come Neuromante sta al cyberpunk: la descrizione di un universo di riferimento, con il suo stile, i suoi dettagli caratteristici e la sua mitologia. Il paragone è forse eccessivo, dal momento che Féerie non è allo stesso livello del romanzo di Gibson. Neuromante resta un'opera importante per tre ragioni, che mancano in Fairyland: in primo luogo, l'effetto di novità, il carattere seminale dell'opera, il metodo senza precedenti di elaborazione convincente di un universo, da cui Féerie eredita ma che non reinventa; poi, la brillante anticipazione della rete informatica globale, che non ha eguali in Féerie; infine, Gibson fa parte di una tradizione letteraria che va oltre la fantascienza, favorisce la ricerca formale e si atteggia a erede di romanzieri come Thomas Pynchon o Don DeLillo, un approccio totalmente estraneo a McAuley, il cui stile rimane quello di una fantascienza classica. Tuttavia, Féerie è uno dei thriller futuristici più credibili e uno dei primi a mettere in luce le biotecnologie a tal punto.

## Moda e abbigliamento
I futuriologi stanno usando la biologia per cercare di espandere e modificare le capacità dei nostri corpi, tutto grazie ai progressi della nanotecnologia, dei materiali biologici e dell'ingegneria genetica. Queste modifiche includono, ma non sono limitate a: pelle artificiale (o elettronica). In questo contesto, una mostra si è posta l'obiettivo di mettere in discussione tutti i limiti del corpo umano e di affrontare il "bio-hacking" nella moda e nell'arte.
Tipica identificazione ottica del Biopunk sono anche le maschere respiratorie e altri indumenti protettivi. Spesso vengono indossati abiti che hanno lo scopo di suggerire un organismo biologicamente modificato o uno zombi creato da un virus o da un errore genetico. Il simbolo internazionale per i rischi biologici e chimici compare frequentemente in questi prodotti.

## Altri esempi notevoli
Più simili al noir/hard-boiled end of the spectrum sono invece i romanzi della Serie Moreau di S. Andrew Swann, in cui i "Moreau" (termine derivato dal romanzo L'isola del dottor Moreau di Herbert George Wells) sono una sottoclasse oppressa di ibridi umano-animali creati per mezzo dell'ingegneria genetica per essere i supersoldati del XXI secolo; il tutto immerso in trame alla Raymond Chandler.
Il romanzo breve Gli occhi di Heisenberg di Frank Herbert parla invece dell'ingegneria genetica legata al tema dell'immortalità. Il mondo è dominato dal regime totalitario degli Optimati, individui potenziati geneticamente ed immortali che soggiogano il resto dell'umanità, cui non è nemmeno concesso il diritto di procreare se sprovvisti di alcune peculiari caratteristiche genetiche.
Il Ciclo della Cultura di Iain Banks dipinge un futuro nel quale la nostra galassia è dominata da una civilizzazione chiamata "La Cultura"; una perfetta società utopica, anarchica e socialista nella quale ogni membro ha l'abilità di alterare il proprio corpo e la propria genetica attraverso la tecnologia, arrivando persino a sviluppare "ghiandole medicinali", organi transumani che permettono alla gente di produrre e utilizzare all'interno dei loro cervelli e a proprio vantaggio migliaia di combinazioni di sostanze psicoattive.
Buoni esempi di biopunk cinematografico sono Gattaca - La porta dell'universo e Crimes of the Future (2022) mentre, per quanto riguarda la cultura videoludica, possono essere citati BioShock e BioShock 2.